# Coca-Cola Light
Ко́ка-ко́ла лайт (англ. Coca-Cola Light) — дієтичний безалкогольний напій, виробляється компанією The Coca-Cola Company.

## Історія
Кока-кола лайт це ім'я, яке використовується на українському ринку для «The Coca-Cola Company» Кола лайт, яка була запущена в 1982 році в Сполучених Штатах Америки. Кола лайт (або дієтична кока-кола) не містить цукру, а замість нього містить штучні підсолоджувачі (аспартам). Це означає, що кола лайт майже повністю без калорій. Ще кола лайт містить невелику кількість кофеїну (як і оригінальна Coca-Cola), і через це має незначний стимулюючий ефект.

## Склад
- Аспартам (Е951) або цикламат,
- 0.0 г жирів,
- 0.0 г білків,
- 0.0 г вуглеводів.

## Калорійність
Калорійність Coca-Cola light складає 0.2 калорії на 100 грамів продукту.

## Вплив на здоров'я
У Національному інституті вивчення санітарного стану навколишнього середовища група вчених-дослідників, яка займається вивченням впливу продуктів харчування на здоров'я людей, тривалий час проводила епідеміологічні дослідження впливу кока-коли на кісткові тканини людини. Висновок, до якого вони прийшли, був наступним - в кока-колі лайт міститься фосфорна кислота, яка завдає шкоди кісткам, вона вимиває з них солі кальцію. Такий процес призводить до збільшення солей кальцію в крові, які в подальшому кристалізуються в нирках і поступово утворюють камені. Варто відзначити, що дослідженням піддалися і інші газовані напої, але саме від кока-коли лайт спостерігався такий ефект.